# Provincia di Samut Prakan
La provincia di Samut Prakan (in thailandese จังหวัดสมุทรปราการ, Changwat Samut Prakan; [sāmùt prāːkāːn] ) è in Thailandia, nella regione della Thailandia Centrale. Si estende per 1.004,1 km², ha 1 351 479 abitanti (2020) e il capoluogo è il distretto di Mueang Samut Prakan, dove si trova la città principale Samut Prakan.

## Storia
Con il grande aumento dell'urbanizzazione avvenuto in Thailandia negli anni 1970, la provincia di Samut Prakan ha visto un grande incremento della sua popolazione e, data la vicinanza alla capitale, è stata assorbita nella Regione metropolitana di Bangkok (in thailandese กรุงเทพมหานครและปริมณฑล, krung thep maha nakhon lae parimonthon, letteralmente: metropoli di Bangkok e perimetro) insieme alle vicine province di Nakhon Pathom, Samut Sakhon, Pathum Thani e Nonthaburi. Sia Bangkok che ognuna delle province della regione metropolitana hanno mantenuto il proprio governo, mentre la regione non dispone di un proprio ente amministrativo che ne regoli la pianificazione, la gestione e lo sviluppo.

## Geografia antropica

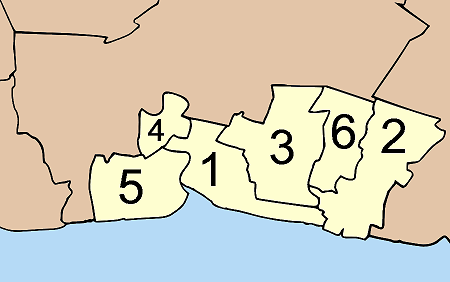
Mappa degli Amphoe

La provincia è suddivisa in 6 distretti (amphoe). Questi a loro volta sono suddivisi in 50 sottodistretti (tambon) e 396 villaggi (muban).
| 1. Mueang Samut Prakan 2. Bang Bo 3. Bang Phli | 1. Phra Pradaeng 2. Phra Samut Chedi 3. Bang Sao Thong |

### Amministrazioni comunali
L'unico comune della provincia con lo status di città maggiore (thesaban nakhon) è Samut Prakan, che nel 2020 aveva 49 604 residenti. I quattro comuni che rientrano tra le città minori (thesaban mueang) sono Pu Chao Saming Phrai (che aveva 71 643 residenti), Lat Luang (70 896), Pak Nam Samut Prakan 36 425) e Phra Pradaeng 9 071). La più popolata tra le municipalità di sottodistretto (thesaban tambon) è Bang Pu, con 119 500 residenti.